# Long Beach, Mississippi
Long Beach là một thành phố thuộc quận Harrison, tiểu bang Mississippi, Hoa Kỳ. Năm 2010, dân số của thành phố này là 14 792 người.

## Dân số
- Dân số năm 2000: 17 318 người.
- Dân số năm 2010: 14 792 người.